# Alain Destexhe
Pour les articles homonymes, voir Destexhe.
Alain Destexhe [dəstɛks] est un homme politique belge libéral-conservateur, au départ, devenu d'extrême-droite ensuite, né à Liège le 19 juin 1958. Il quitte le Mouvement réformateur en 2019 pour créer son propre parti, les Listes Destexhe (renommées  Libéraux démocrates), qu'il présente comme une « N-VA francophone, sans le confédéralisme »,. En 2022, il rejoint l'équipe de campagne présidentielle d'Éric Zemmour en France.

## Biographie
Il est docteur en médecine de l'université de Liège (1983), diplômé de l'Institut d'études politiques de Paris (IEP-1987), détenteur d'un certificat en management de l'INSEAD (Fontainebleau) et d'une licence en expertise médicale de l'université de Louvain.
Bénévole pour le compte de Médecins sans frontières (1985-1988), en 1993, il en devient pour deux ans le premier secrétaire général. Cette organisation non gouvernementale (ONG). lui demande de démissionner le 22 mars 1995 avec effet immédiat à la suite de sa décision de se lancer dans la vie politique belge, en précisant que ses thèses ne peuvent en aucun cas engager MSF,. 
Il s'installe en politique au PRL sous la présidence de Jean Gol. Devenu polémiste, il écrit de nombreux pamphlets et alimente des blogs ainsi que le site français Figarovox. 
Destexhe a aussi la nationalité rwandaise.

## Parcours politique
- En 1995, il est élu sénateur au Parlement belge. Après l'avoir initiée, il est secrétaire de la Commission spéciale du Sénat belge sur les événements du Rwanda en 1994 (1997).
- En 1999, il en est nommé premier vice-président de la Commission des Affaires étrangères.
- En 2003, il est élu sénateur pour le collège électoral francophone.
- Le 10 juin 2007, il est réélu à son poste de sénateur, sur la liste du Mouvement réformateur.
- En 2009, il est élu au Parlement de la Région de Bruxelles-Capitale et au Parlement de la Communauté française de Belgique (Fédération Wallonie-Bruxelles, qui représente les francophones de Belgique). Il siège au bureau du Parlement dont il est le secrétaire.
- Il est réélu à ces deux Parlements à la suite des élections du 25 mai 2014 et redevient sénateur.

En 2014, il devient Vice-Président de la délégation belge de l'Union interparlementaire. Il est nommé Rapporteur quelques mois plus tard sur le thème de la protection durable du patrimoine culturel matériel et immatériel de l'humanité contre la destruction et la dégradation.
Il est également vice-président de la délégation belge de l'Assemblée parlementaire du Conseil de l'Europe au sein du Groupe ALDE. En janvier 2016, il est nommé Président de la Commission des questions juridiques et des droits de l'Homme.
Mis en cause par la presse pour des liens présumés avec l'Azerbaïdjan, Alain Destexhe annonce le 16 septembre 2017 sa démission de l'assemblée parlementaire du Conseil de l'Europe pour laquelle il a finalisé un rapport sur le respect des droits de l'homme dans ce pays,. Bien qu'il ait toujours nié, il est suspecté d'avoir écrit un rapport favorable au sujet des élections en Azerbaïdjan, contre rémunération. L'enquête anti-corruption au sein du Conseil de l'Europe terminée en avril 2018 conclut à un conflit d'intérêts dans le chef d'Alain Destexhe mais balaie les autres soupçons.
Dans ce cadre, il est interdit à vie du Conseil de l'Europe depuis mai 2018 de par la violation du code de conduite des parlementaires,,.

## Écrits et prises de position
Destexhe se fait connaître d'abord comme membre d'une commission parlementaire sur le génocide du Rwanda, puis en 2000 dans les médias, lors d'une diffusion par l'émission Strip-tease à la RTBF, d'un reportage intitulé Délégation de très haut niveau qui retrace une mission parlementaire belge en Corée du Nord. Ce documentaire dénonce la situation dans ce pays dont on possède si peu d'images, mais aussi l'attitude et les positions de certains membres de cette délégation. On y voit notamment Destexhe marquer son mépris pour le régime en place, notamment face à un élu socialiste laudateur dudit régime.
En 2005, il publie Wallonie, la vérité des chiffres où il présente comme désastreuse la situation économique en Région wallonne.
Il publie également un livre livrant son interprétation du génocide des Tutsi au Rwanda[évasif].
Depuis janvier 2007, il tient un blog : Alain Destexhe. Basta le politiquement correct !.
En 2008, il publie Le Mouvement flamand expliqué aux francophones.
En 2013, il publie Syndicats : enquête sur le plus puissant lobby du pays.
Destexhe reçoit le Prijs voor de Vrijheid (en) (prix de la liberté) 2006 de Nova Civitas (en), un think tank libéral flamand. Il a aussi été honoré, en 2001-2002, par la Chaire Weisberg en relations internationales du Beloit College (Wisconsin, États-Unis), où il a enseigné.
En juillet 2013, il publie une lettre ouverte sur le site de La Libre Belgique dans laquelle il critique les prises de position et l'action de Bernard De Vos, délégué général aux droits de l'enfant, qui selon lui, n'aurait « de comptes à rendre à personne ». Il reçoit sur le même site une réplique de la part de Matthieu Daele, président de la Commission jeunesse et aide à la jeunesse du Parlement de la Fédération Wallonie-Bruxelles qui rappelle que « le délégué général peut à tout moment être entendu par le Gouvernement ou le Parlement » et invite Destexhe à participer aux travaux de la commission.
En août 2013, Alain Destexhe publie un communiqué dénonçant une « explosion » de la criminalité à Bruxelles sur la base d'une compilation de diverses statistiques, intitulé Bruxelles, "Orange mécanique" ?. La ministre de l'Intérieur, Joëlle Milquet, contestera rapidement non pas les chiffres cités, mais la méthode d'analyse jugée partisane. Certains journalistes discuteront de manière plus complète les conclusions proposées par l'auteur.
En octobre 2013, à la suite de la présence de quatre députées voilées à une séance du Parlement turc, il s'offusque de cette première, en en attribuant l'origine à la députée belge Mahinur Özdemir, « première députée voilée à siéger dans un parlement européen, un acte qui a compté pour briser l'interdit en Turquie ».
En février 2014, il écrit un nouvel ouvrage, Avenir des régions - Croissance ou déclin, dans lequel il brosse un portrait de la situation économique des trois régions de Belgique. Après un diagnostic qui démontre une économie déplorable, il propose plusieurs recommandations afin d'améliorer la croissance.
En juin 2016, le quotidien La Libre Belgique révèle qu'Alain Destexhe a été exclu de la liste électorale du Mouvement réformateur (Belgique) à la commune d'Ixelles pour les élections communal de 2018 à la suite de plusieurs propos tenus sur l'Islam et les étrangers.
De septembre à aujourd'hui, il écrit chaque semaine une chronique L'actualité vue de Belgique pour FigaroVox. Il y aborde des thématiques qui lui tiennent fortement à cœur telles que les questions d'intégration ou l'enjeu de la surpopulation mondiale et partage son point de vue sur l'actualité française en faisant de nombreux parallèles avec la Belgique.
En 2018, il appelle le MR à se « droitiser » et à « suivre l'exemple de la N-VA ».
Début 2019, il publie un nouveau livre intitulé Immigration et intégration : Avant qu'il ne soit trop tard.... Au-travers des 251 pages de cet ouvrage sont abordées diverses thématiques comme les « vrais » chiffres de l'immigration en Belgique, le regroupement familial, l'asile, les conséquences pour la société, l'islam, la nationalité belge ou encore l'intégration. Le livre vise tout particulièrement les politiques qui ont été menées à l'instigation d'hommes et de femmes politiques belges.
En février 2019, il annonce son départ du Mouvement réformateur et forme son parti - provisoirement baptisé "Listes Destexhe" - inspiré de la N-VA (la revendication confédéraliste en moins). Début mars 2019, il annonce le ralliement des conseillers communaux MR Aymeric de Lamotte et Victoria de Vigneral, de l'ex-échevine Sophie François, du député wallon indépendant André-Pierre Puget ainsi que de l'expert en terrorisme Claude Moniquet.
Le 20 juin 2019, les "Listes Destexhe" changent de nom pour devenir "Libéraux Démocrates".
En janvier 2022, il rejoint l’équipe de campagne d’Éric Zemmour  et « est en charge de la coordination du courrier et d'autres missions'' »,.

## Publications
- Santé, médicaments et développement : Les soins primaires à l'épreuve des faits, Paris, Fondation Liberté sans frontières, 1990, 271 p.
- L'Humanitaire impossible, ou, Deux siècles d'ambiguïté, Paris, Éditions Dalloz Sirey, coll. « Le temps du monde », 1993, 236 p. (ISBN 978-2-200-21414-2)
- Rwanda, Paris, Éditions Complexe, 1994, 124 p. (ISBN 978-2-87027-538-2)
- Amérique centrale, Paris, Éditions Complexe, coll. « Questions au XXe siècle », 1996, 276 p. (ISBN 978-2-87027-274-9)
- La Folie du Net. Mieux vaut en être, Bruxelles, Luc Pire, 2000
- Qui a tué nos paras ?, Bruxelles, Luc Pire, 2002, 110 p. (ISBN 978-2-930088-33-4)
- Corée du Nord, voyage en dynastie totalitaire, Paris, L'Harmattan, 2003, 105 p. (ISBN 978-2-7475-1323-4)
- L'École de l'échec : comment la reformer ? Du pédagogisme à la gouvernance, Marcinelles, Belgique, Éditions Cortex, coll. « La Noria », 2005 (ISBN 978-2-8040-1932-7)
- Hainaut : enfin une stratégie gagnante ?, Marcinelles, Belgique, Éditions Cortex, coll. « Quartier libre », 2007 (ISBN 978-2-8040-2628-8)
- 7 défis pour 2007 - Oser la vérité, Bruxelles, , (dir.), Luc Pire/Labor, 2008, 144 p. (ISBN 978-2-507-00105-6)
- Démocratie Ou Particratie ? 120 Propositions pour refonder le système belge, Marcinelles, Belgique, Éditions Cortex, coll. « Quartier libre », 2007 (ISBN 978-2-8040-2633-2)
- Le Mouvement flamand expliqué aux francophones, Bruxelles, Luc Pire, 2008, 144 p. (ISBN 978-2-507-00105-6)
- Comment l'État gaspille votre argent, Roeselare, Belgique, avec Rudy Aernoudt, Roularta Books, 2008 (ISBN 978-90-8679-169-9)
- 50 dates-clés de l'Histoire de Belgique, Bruxelles, Luc Pire, 2009, 176 p. (ISBN 978-2-507-00161-2)
- Lettre aux progressistes qui flirtent avec l'islam réac, Cuesmes, Belgique, avec Claude Demelenne, Éditions du Cerisier, 2009 (ISBN 978-2-87267-132-8)
- Syndicats : enquête sur le plus puissant lobby du pays, Bruxelles, Belgique, La Renaissance du Livre, 2014 (ISBN 978-2-507-05013-9)
- L’Avenir de nos Régions. Croissance ou déclin ?, Bruxelles, Belgique, Filipson Éditions, 2014
- Immigration et intégration : Avant qu'il ne soit trop tard..., Bruxelles, Belgique, Dynamedia Editions, 2018, 251 p.  (ISBN 978-2-9601681-9-8)
- Mayotte : Comment l’immigration détruit une société, Texquis Grands Témoignages, 2025, 104 pages,  (ISBN 978-2930650500)